# Sulcopyrenula cruciata
Sulcopyrenula cruciata är en lavart som beskrevs av Aptroot. Sulcopyrenula cruciata ingår i släktet Sulcopyrenula och familjen Pyrenulaceae.   Inga underarter finns listade i Catalogue of Life.